# Конвергенція фітоценозів
Конвергенція фітоценозів (англ. convergence of phytocenosis від лат. converge — наближаю, сходжуся) — процес зближення ознак угруповання (флористичної композиції, структури фітоценозів) в ході сукцесії. Конвергенція фітоценозів — одне з основних положень концепції клімаксу. Причиною конвергенції фітоценозів можуть бути як внутрішні чинники (автогенні сукцесії), так і зовнішні (алогенні сукцесії). Типовим прикладом конвергенції фітоценозів першого роду є процес формування моноклімаксу. Конвергенції фітоценозів другого роду поширені частіше (прикладом є сукцесія рослинності при розвитку річкової долини, коли з екологічно контрастних біоценозів, що виникли на гривистих прируслов'ях, формуються близькі фітоценози на високих вирівняних елементах центральної заплави). Ступінь конвергенції фітоценозів в різних випадках різний, абсолютна конвергенція фітоценозів неможлива. При класифікації фітоценозів, коли за основу беруться існуючі ознаки, а не походження, можливо віднесення конвергентних спільнот до одного синтаксону.
Зворотним процесом по відношенню до конвергенції фітоценозів є дивергенція фітоценозів (прикладом дивергенції може служити формування різних трав'яних угруповань після знищення однієї ділянки лісу, едифікатори якого нівелювали дрібні відмінності екотопів, знову проявляються після розвитку трав'янистих угруповань). Нерідко процеси конвергенції фітоценозів та дивергенції чергуються, що можна спостерігати при сукцесіях рослинності в заплавах великих річок.